# Lepisiota annandalei
Lepisiota annandalei är en myrart som först beskrevs av Durgadas Mukerjee 1930.  Lepisiota annandalei ingår i släktet Lepisiota och familjen myror. Inga underarter finns listade i Catalogue of Life.